# Línea 3 de Transbarca
La Línea 3 del Sistema de transporte masivo de Barquisimeto Transbarca es una ruta troncal del sistema de transporte y forma parte de las tres líneas que funcional como columna vertebral del sistema, se creó en el 2014 luego de la modificación de la línea 2. Saliendo de la estación Variquisimeto en la Av. Libertador con calle 51 al oeste de la ciudad, y va por el canal exclusivo hasta la Av. Romulo Gallegos y de ahí continua por la Av. Libertador hasta llegar a la redoma del Sol donde toma la Av. Los Leones, llega hasta la Av. Lara y termina su recorrido hasta llegar a la entrada del pueblo de Santa Rosa.
En su recorrido tiene un total de 21,1 kilómetros en el recorrido en ciclo ida y vuelta. A lo largo de esta línea se dispone de 2 paradas en canales exclusivos y 21 paradas en rutas compartidas dando un total de 23 paradas.

## Canales Exclusivos
Esta línea posee canales de uso exclusivo para los buses en las Avenida Libertador en el resto de las avenidas los buses comparten con el tránsito regular.

## Paradas
- Variquisimeto: Principal estación de transferencia del sistema, de esta salen las rutas 101, 801 y 901 y se conecta con la ruta 201, se encuentra ubicada en la Av. Libertador al frente del Centro Comercial Babilon, importante centro de compras de la ciudad.
- Libertador: Ubicada en la Av. Libertador con calle 44, se conecta con la línea 1, línea 2 y con las rutas 101, 201 y Ruta 5.
- MPPTT: Ubicada en la Av. Libertador con calle 39, cerca del Domo Bolivariano, conecta con la Ruta 101
- Parque del Este: Ubicada en la Av. Libertador frente al Parque del Este José María Ochoa Pile posee conexión con la ruta 802.
- Monumento al Sol Naciente: Estación de Cabecera de la Línea 1, esta parada solo está disponible en el recorrido de vuelta y se encuentra ubicada al final de la Av. Libertador en la redoma del sol naciente, frente al Complejo Ferial Bicenteario, y la Ciudad Comercial Las Trinitarias.

- Datos: Q20024903